# Martha McTier
Martha "Matty" McTier (1742 - 3 octobre 1837) était une écrivaine épistolaire irlandaise,. 

## Enfance et famille
Martha McTier est née Martha Drennan en 1742 ou 1743 à Belfast et est connue sous le nom de "Matty" par sa famille. Ses parents sont le révérend Thomas Drennan et Ann Lennox (v. 1719-1806). Elle est l'aînée des trois enfants survivants de ses parents, elle a un frère William et une sœur, Nancy (v. 1745-1825). Il n'y a aucune trace de son enfance ou de son éducation. Elle épouse Samuel McTier, un veuf et petit commerçant de Belfast, en 1773,. 

## Rédaction des lettres
À partir de 1776, McTier commence à correspondre avec son frère, William, qui est un Irlandais uni, médecin et poète. Elle et son mari restent à Belfast, mais William vit à Édimbourg, Newry et Dublin. Malgré des soucis financiers, le couple est heureux. McTier souffre d'une dépression mentale en 1789 que son frère décrit comme une « angoissante dépression des esprits ». Dans la seule référence à cet épisode dans ses lettres, elle mentionne avoir souffert de crises de panique à propos de l'argent. Le souci de l'excentricité et de l'isolement croissants de sa sœur Nancy peut également avoir aggravé la détresse de McTier. Après des saignées et un confinement, McTier reprend une vie normale en 1792 et recommence à correspondre avec son frère. Lorsque son mari devient président des Irlandais unis à Belfast, McTier s'implique dans les activités du groupe. Elle se lie d'amitié avec Thomas Russell, qui visite fréquemment la maison McTier. Elle écrit en son nom au Comité catholique pour lui garantir une aide financière. Elle accueille la Révolution française avec enthousiasme, comme la majorité des presbytériens de Belfast, et a de nombreuses opinions radicales sans être jamais républicaine. Elle exhorte son frère à être prudent dans ses vues après les exécutions des monarques français. 
Elle est invitée à devenir secrétaire de la nouvelle Belfast Female Society en 1793, la société ayant fondé le Lying-in Hospital, et elle reste active avec la Society et la Union School pendant de nombreuses années. Elle écrit à John Pollock lorsqu'elle apprend en 1794 qu'il accumule et fabrique des preuves contre son frère William, dans lesquelles elle menace de rendre publiques ses relations peu honorables. Il répond par une riposte sarcastique, à laquelle McTier réplique avec une lettre qui divertit tellement Pollock qu'il la fit circuler auprès de ses connaissances politiques. En juin 1794, William fut traduit en justice pour sédition, McTier le soutien allègrement, suggérant même qu'il devrait publier un journal de Newgate. 
Son mari meurt subitement en 1795, laissant McTier et sa belle-fille Margaret McTier (1762-1845) dans la pauvreté alors qu'il meurt sans testament. Elle et Margaret continuent à vivre ensemble, soutenues en partie par une petite rente d'un cousin et en accueillant une fille orpheline en tant que pensionnairee. Son frère l'avertit en 1797 qu'à Dublin, une rumeur circule selon laquelle elle écrit pour le journal United Irish, le Northern Star. Elle lui répond immédiatement par un refus soigneusement rédigé, dans l'intention qu'il soit lu par le maître de poste local qui était connu pour ouvrir régulièrement ses lettres. Bien que rien imprimé dans le Star n'ait été attribué à McTier, il est possible qu'elle ait apporté quelques petites contributions. 
Il semble que ni McTier ni son frère n'ont soutenu ni participé à la rébellion de 1798. Au lendemain de la rébellion, elle adresse une pétition au nom d'un jeune Irlandais uni, Joe Crombie, le fils du révérend James Crombie. McTier soutient son frère dans sa relation avec Sarah Swanwick, qu'il épouse finalement en 1800. Son cabinet médical souffre en raison de sa notoriété politique et il a du mal à subvenir aux besoins de sa nouvelle famille. McTier l'aide à trouver une série de pensionnaires et encourage leur cousine, Martha Young, à lui léguer sa fortune. Elle reste longtemps avec Young, ces visites ennuyeuses étant soulagées par l'ainé de ses neveux, Tom Drennan (1801-1812) qui vit avec elle de 1803 à 1807. Young laisse sa fortune à William après sa mort en 1807 et il déménage alors de Dublin à Belfast. 

## Fin de vie et héritage
À ce stade, la correspondance régulière entre McTier et son frère cesse. Young laisse à McTier sa maison, Cabin Hill, où elle vit jusqu'à la mort de Tom, en 1812. De retour à Belfast, elle devient aveugle et meurt le 3 octobre 1837. 
Les descendants de William conservent un certain nombre de portraits de McTier. La correspondance collectée de McTier et de son frère s'étale sur 40 ans et comprend 1 500 lettres. Elle fournit une source inestimable pour la période de la politique et de l'histoire irlandaises qui comprend le parlement de Grattan, la rébellion de 1798 et l'adoption de l'Acte d'Union,. Le musée d'Ulster conserve également un portrait de McTier. 